# Radoszyna
Radoszyna es un pueblo de Polonia, en Mazovia.  Se encuentra en el distrito (Gmina) de Dobre, perteneciente al condado (Powiat) de Mińsk. Se encuentra aproximadamente a 8 km al norte de Dobre, a 25 km al noreste de Mińsk Mazowiecki, y a 53 km  al este de Varsovia. 
Entre 1975 y 1998 perteneció al voivodato de Siedlce.